# Râul Crasna, Buzău

Râul Crasna este un curs de apă, afluent al râului Buzău. 

## Hărți
- Harta județului Covasna
- Harta Munții Buzăului [nefuncțională – arhivă]